# Rumvandring
Rumvandring er den populære betegnelse for begrebet Extra-vehicular activity eller EVA. EVA er arbejde som udføres af en astronaut udenfor Jorden og udenfor et rumskib. Det drejer sig som oftest om EVA udenfor et fartøj som er i kredsløb om Jorden (rumvanding), men kan også betegne EVA på Månens overflade (månevandring). Ved de senere månelandingsmissioner fortog kommandomodulets pilot en EVA for at hente filmhylstre på tilbagerejsen.
En EVA kan udføres enten fastbundet med en line, eller frit. Når astronauten er forbundet til rumfartøjet, kan ilt tilføres via en slange, og det er ikke nødvendigt med fremdrivningsmidler for at komme tilbage til rumfartøjet. Når linen udfører livsbevarende funktioner så som at tilføre ilt, kaldes den en navlestreng. Når EVA udføres uden fastbinding under rumflyvning, er muligheden for at komme tilbage til fartøjet afgørende. Til dette formål kan bl.a. anvendes en såkaldt Manned Maneuvering Unit som er en rygsæk-lignende anordning indeholdende drivmidler, der kan udstødes gennem et antal dyser. Dette gør astronauten i stand til at bevæge sig frit i rummet.

## Farer ved rumvandringer
Under en EVA uden livline er astronauten langt fra nærmeste hjælp. En EVA er farlig af flere forskellige grunde. Den vigtigste er risikoen for kollision med rumaffald. Kredsløbshastigheden 300 km over Jorden (typisk for rumfærge missioner) er 7,7 km/s. Dette er 10 gange hastigheden af en pistolkugle, så en lille partikel med en masse på 1/100 af en pistolkugles (fx en flage maling eller et sandkorn) har en kinetisk energi svarende til en pistolkugle. Hver eneste rummission skaber mere affald i omløb om jorden, så dette problem vil blive stadig værre.
En anden fare er, at det ydre miljø i rummet er svært at simulere før missionen, selv om man kan simulere det tilnærmelsesvis i anlæg som NASAs Neutral Buoyancy Laboratory, en gigantisk vandtank i Houston. Man undgår EVA til rutinearbejde pga. farerne. Derfor bliver rumvandringer ofte planlagt sent i projektets udvikling når man opdager problemer, og nogle gange endda under en mission. De store farer som er forbundet med rumvandringer fører uundgåeligt til følelsesmæssigt pres hos astronauterne.
Andre mulige problemer er, at en rumvandrer kan komme bort fra rumfartøjet, eller rumdragten kan punktere, hvorved den taber lufttrykket. Dette vil forårsage kvælning og hurtig død hvis rumvandreren ikke hurtigt bringes om bord på et rumfartøj med kabinetryk.
En astronaut har været udsat for en punkteret rumdragt. Under rumfærgemissionen STS-37 i 1991 blev en handske punkteret af en lille stang, men objektet blev siddende og forårsagede ikke noget tryktab. Punkteringen blev faktisk først opdaget efter at rumvandrerne var sikkert tilbage inde i Atlantis.
Aleksej Leonovs rumvandring i under Voskhod 2-missionen i 1965 gik ikke glat, selv om det ikke blev offentliggjort på det tidspunkt. Hans rumdragt blev blæst for kraftigt op pga. forholdene i vakuum, og han måtte slippe luft ud af den, for at han kunne passere tilbage gennem luftslusen. Eftersom Leonov indåndede en normal "jordatmosfære", fik trykfaldet kvælstoffet i hans blod til at koge, hvorved han fik trykfaldssyge som ellers kun ses hos dybhavsdykkere når de vender tilbage til overfladen for hurtigt.
Til rumvandringer fra Den Internationale Rumstation bruger NASA nu rutinemæssigt en "overnatnings-procedure" for at mindste risikoen for dekompressions-syge. Dette blev først afprøvet af besætningen på Ekspedition 12. Under overnatningen lukker astronauterne sig inde i luftslusen og lufttrykket sænkes til 10,2 psi (ca. 700 millibar eller 70% af lufttrykket ved havoverfladen). Resten af stationen har et konstant tryk på 14,7 psi (ca. 1013 millibar som er normalt tryk ved havoverfladen). Når astronauterne tilbringer en nat ved det lavere lufttryk bliver kvælstoffet drevet ud af kroppen, hvorved dykkersyge kan undgås.
Indtil nu (2007) er der endnu ikke indtruffet nogen katastrofe under rumvandring, og ingen astronaut eller kosmonaut er endnu død under rumvandring. Men på grund af de betydelige farer ved rumvandringer, og de risici astronauterne derved pådrager sig, arbejder nogle forskere med udvikling af fjernstyrede robotter til udendørs byggearbejde, for derved muligvis at eliminere eller reducere behovet for menneskelige rumvandringer.